# André Cyr
 (septembre 2012).
 (août 2017).
André Cyr, né en 1948, est un ornithologue québécois, récipiendaire du prix Charles-Eusèbe-Dionne du Regroupement QuébecOiseaux.
André a été initié aux oiseaux à partir de 1958 sous la tutelle de l’abbé Bertrand Blanchet, évêque de Rimouski, puis Jarques Roberge et ensuite Jacques Cayouette, Jean Huot et Michel Lepage au Camp école Trois Saumons. C’est durant ces années de camp qu’il apprend à imiter les oiseaux, en suivant l’exemple de l’abbé Blanchet. Il s’initie déjà à la photographie d’oiseaux.
Il entame sa démarche scientifique au Collège de Montréal dans les Jeunes naturalistes dont il deviendra président du Club Jean-Moyen en 1966-1967. Il participe à plusieurs camps de sciences durant l’été, ce qui lui permet entre autres de visiter l’Île aux Basques et les Razades, ainsi que l’Île Bonaventure. L’été, il poursuit sa démarche scientifique au camp scientifique Les Jeunes Explos du Cap Jaseux à Saint-Fulgence où il présente ses premiers travaux scientifiques, dont un portant sur la mésange à tête brune dont il avait découvert le nid et suivi la nidification.
Il devient moniteur en sciences naturelles au camp Minogami à Saint-Gérard-des-Laurentides, en Mauricie en 1966 et l’année suivante, il est responsable de ce service. Il y fait des découvertes et observations qui orientent toute sa carrière future.
André remporte au nom du club des jeunes naturalistes dont il est le président, le plateau d’argent remis par la Banque Royale à l’occasion du Symposium de la récréation de 1967.
Il présentera à deux reprises les résultats de ses travaux de recherche à l’expo-sciences de Montréal et remportera le 3e prix dans la catégorie biologie en 1969.
Il observe les oiseaux avec la PQSPB (maintenant SQPO - Société québécoise de protection des oiseaux) à Montréal à partir de 1963 et participe à plusieurs excursions dont Pointe Pelée avec des membres du Club des Jeunes Naturalistes du Collège de Montréal.
Il sait mieux que quiconque comment repérer les oiseaux, ce qui lui a valu qu’on lui demande : « pourquoi, lorsque tu viens avec nous, on voit plus d’oiseaux? »

## Carrière professionnelle
André étudie à l’Université de Montréal en zoologie où il obtient un baccalauréat en biologie ainsi qu’une maîtrise en ornithologie de l’Université de Montréal. Il poursuit ses études doctorales en Allemagne. Il détient un doctorat en biogéographie de l’Université de la Sarre (Allemagne).
Il produit son premier article scientifique durant son baccalauréat en biologie dans lequel il décrit la première mention du merle noir d’Europe trouvé en Amérique, article qu’il publie dans The Auk (avec R. McNeil).
André est professeur titulaire à l’Université de Sherbrooke, où il enseigne depuis 1978. Il y a en outre enseigné l’ornithologie, la zoologie animale, l’écologie générale, la biostatistique, la biogéographie et la taxonomie animale. Il y a supervisé des étudiants gradués de 2e (M.Sc.) et 3e (Ph.D.) cycles. 
André a publié 69 articles scientifiques, rapports techniques et articles dans des comptes-rendus scientifiques depuis 1971, dont plusieurs sur des aspects techniques de la physiologie et du comportement du Carouge à épaulettes, ainsi que d’autres dans le domaine de chronobiologie et sur l’utilisation de la base de données ÉPOQ (Étude des Populations d'oiseaux du Québec) à des fins scientifiques;
André a présenté 90 communications scientifiques au fil de sa carrière, un peu partout au Canada et aux États-Unis, mais également en Autriche, au Costa Rica, au Brésil, en France, en Allemagne et en Pologne;
Traducteur à ses heures, André a contribué à la traduction de trois guides d’identification de la série Peterson: les éditions de 1984 et 1989 du guide des « Oiseaux de l’Est » et le Guide simplifié des oiseaux communs d’Amérique du Nord (1990);
André est coauteur de L’Atlas saisonnier des oiseaux du Québec (Cyr et Larivée 1995) et de Jardins d’oiseaux (Dion et Cyr 1988), publié en anglais la même année (A garden of birds). Il est aussi l’auteur de quatre chapitres de l’Atlas des oiseaux nicheurs du Québec (Gauthier et Aubry 1995);
André a publié plus une trentaine d’articles de vulgarisation, dans des magazines comme QuébecOiseaux, FrancVert, Harmonies d’Oiseaux, Birder’s World, Le Bulletin ornithologique, Le Kakawi et Attirer les oiseaux au jardin.
André a agi à titre de réviseur scientifique de publications ornithologiques québécoises, comme Les oiseaux du Québec et des Maritimes (Paquin et Caron, 1998), L’Observation des oiseaux en Estrie (Lepage, 1993) et Les oiseaux des Îles-de-la-Madeleine (Fradette, 1992) et autres volumes à caractère scientifique.
André a participé à l’organisation du 1er congrès de l’AQGO (Association Québécoise des Groupes d'Ornithologues — maintenant Regroupement QuébecOiseaux) en 1988, ainsi qu’à celle de congrès scientifiques (congrès annuel de la SQEBC, Société Québécoise pour l'Étude Biologique du Comportement, en 1982 et celui de lAmerican Ornithologists Union à Montréal en août 1991);
Communicateur chevronné, André a donné plus de 170 conférences de vulgarisation partout au Québec sur des sujets ornithologiques variés dont l’aménagement de jardins d’oiseaux, le comportement des oiseaux, la photographie d’oiseaux et le chant des oiseaux. Il a même donné une conférence à l’Université Cornell aux États-Unis.
André a fait l’objet de plus de 60 entrevues à la radio (par exemple, Samedi et rien d'autre, Et pourtant elle tourne, VSD Bonjour, Les Années lumière, D'un soleil à l'autre et Ici comme ailleurs) et à la télévision (par exemple, Les débrouillards, Sexe et confidences, La Semaine verte, Beau et chaud, Le Club des 100 watts, Les anges du matin et Des kiwis et des hommes).
André a été le chroniqueur de l’émission 1-888-Oiseaux de 2001 à 2007, une série hebdomadaire (13 ou 10 semaines) diffusée annuellement à Radio-Canada et à RDI, et il a été chroniqueur de 40 capsules ornithologiques (intitulées Les oiseaux à la mangeoire avec André Cyr) diffusées de 1995 à 1999 à la station télévisuelle MétéoMédia. Radio-Canada a produit en DVD et coffret la série 1-888-Oiseaux de 2002 à 2007.
Reconnu pour ses talents d’imitateur d’oiseaux (il aurait un répertoire d’une centaine d’espèces!), André a remporté le premier prix du concours organisé par l’American Ornithologists Union en Iowa en 1992 dans la catégorie « répertoire », concours dont il avait organisé la première édition pour l'American Ornithologists Union en 1991.
Photographe d’oiseaux d’expérience, André a publié plus de 600 photos d’oiseaux et d’autres animaux dans diverses monographies, comme Les rapaces du Québec (Brûlotte 2003), Les parulines du Québec (Brûlotte 2001), Les canards et oies du Québec (Brûlotte 2001), Atlas des oiseaux nicheurs du Québec (Gauthier et Aubry 1995), Atlas saisonnier des oiseaux du Québec (Cyr et Larivée 1995), Les oiseaux de marais (Surprenant 1993), Mammifères du Québec et de l’est du Canada (Prescott 1982), Les oiseaux aux mangeoires en toutes saisons (Paquin 2002), Oiseaux de chez nous (Delaunois 1990), Construire des mangeoires d’oiseaux (Dion 1989), Guide des sites naturels du Québec (Tanguay 1988), Les jardins d’oiseaux (Dion et Cyr 1988), L’alimentation des oiseaux (Lane 1987), Observer les oiseaux au Québec (David et Gosselin 1981) et Comment nourrir les oiseaux autour de chez soi (David et Duquette 1982);
Une de ces photographies a été publiée en première page du premier numéro de la revue Behavioural Ecology.
André a par ailleurs fait paraître plus d’une centaine de photos dans les pages de magazines comme Biosphère, International Wildlife, Birder’s World, Les carnets de zoologie, Nature Canada, Québec Science, FrancVert, FrancNord, Animag, Forêt Conservation, Super Hebdo et Coup de pouce. Il a également publié quelque 70 photos dans les pages de QuébecOiseaux, dont dans la toute première parution du magazine en 1989. Certaines photos d’André ont également fait la couverture de publications, comme FrancNord, Behavioral Ecology (la page couverture du tout premier numéro) et L’observation des oiseaux en Estrie (Lepage 1993);
Les photos d’André ont été exposées dans le cadre d’une cinquantaine d’expositions et concours, par exemple au Festival des oiseaux de Montréal, au Musée du Séminaire de Sherbrooke (plusieurs expositions), aux expositions Je touche à la science, et aux expositions Expo Photo. Ses photos ont d’ailleurs été primées à plusieurs reprises: il a par exemple reçu, en 1986, la médaille d’argent et une mention honorable de la Fédération québécoise de loisir photographique; en 1981, la médaille d’argent dans la catégorie « Meilleur photographe québécois » et le titre de « Meilleur photographe estrien » dans la catégorie « voyage » du concours international de photographie de Sherbrooke;
André a siégé sur le conseil d’administration de Bird Study Canada (1995-2001), a été secrétaire d’assemblées (1991-1997) et membre du conseil d’administration (1986-1990) de la Société des ornithologistes du Canada, et été secrétaire (1979-1981) puis vice-président (1981-1983) de la Société québécoise pour l’étude biologique du comportement. Il a par ailleurs été coordonnateur régional pour le Québec des routes du North American Breeding Bird Survey (BBS) de 1978 à 2003;
André a été membre de nombreuses sociétés professionnelles au Canada (par exemple, Association francophone pour le savoir), aux États-Unis (par exemple, Association of Field Ornithologists, Wilson Ornithological Society et Cooper Ornithological Society) et en Europe (British Ornithologists‚ Union et Société ornithologique de France), ainsi que de plusieurs sociétés ornithologiques et scientifiques amateurs du Québec (dont la Société de biologie de Montréal (SBM) de 1969 à 1972 et le Club des ornithologues de Québec (COQ) de 1969 à 1974);
André a été le président fondateur de la SLOE (Société de Loisir Ornithologique de l'Estrie), dont il est membre depuis 1981 (président ou vice-président jusqu’en 1990), et directeur de l’AQGO de 1982 à 1986, puis en 1989. Il a aussi agit à titre de secrétaire et trésorier à la SBM (Société de Biologie de Montréal) de 1970 à 1972. Il a été membre de divers clubs d’ornithologie dont COQ (Club des ornithologues de Québec), COABSL (Club des Ornithologues Amateurs du Bas-St-Laurent) et PQSPB (Province of Quebec Socitey for the Protection of Birds) (dans les années 1960);
André est aujourd’hui Elective Member (il doit avoir contribué significativement à l’ornithologie nord-américaine pour ce faire) de l’American Ornithologists Union (depuis 1971), membre fondateur de la Société des ornithologistes du Canada (depuis 1983) et membre de la Société québécoise pour l’étude biologique du comportement (depuis 1978).
André poursuit ses recherches sur l’effet de la concentration mentale sur l’activité des oiseaux et autres phénomènes naturels. Il parle de ce sujet à l’occasion en conférence et présente des preuves à l’appui de sa démarche.
Un portrait d’André Cyr (qui date beaucoup), fut publié dans QuébecOiseaux 3(2), 1992.

## Sources
- Présentation de André Cyr lors de la remise du Prix Charles-Eusèbe-Dionne par Vincent Létourneau, Regroupement Québec Oiseaux, 2008.
- Présentation de André Cyr lors de la remise du Prix Quebec Education Award par Eve Marshall, Société de Protection des Oiseaux, 2008-2009, In recognition to the cause of birds and habitat conservation in Quebec.
- Paquin, Jean. 1992. QuébecOiseaux 3(2).
- Remise du Prix Charles-Eusèbe Dionne au Professeur André Cyr. Picoides (Bulletin of the Society of Canadian Ornithologists) 2008. Vol 21(3) : 19
- André Cyr receives Charles-Eusèbe Dionne 2008 Award. Picoides (Bulletin of the Society of Canadian Ornithologists) 2008. Vol 21(3) : 20

### Publications
- Cyr, A. et J. Larivée.  1995.  Atlas saisonnier des oiseaux du Québec. Presses de l’Université de Sherbrooke et Société de Loisir Ornithologique de l’Estrie, Sherbrooke, Québec. 711 pages.
- Dion, A. et A. Cyr.  1988. Jardins d’oiseaux. Quoi planter pour avoir des oiseaux en toute saison. Brimar et Québec Agenda, Beauceville, 191pp.
- Peterson, R.T. 1990. Oiseaux. Guide simplifié des oiseaux communs d’Amérique du Nord. Coll. Les Petits Guides Peterson. Broquet, Montréal. (traduction)
- Peterson, R.T.  l984.  Guide des Oiseaux de l'Amérique du Nord à l'Est des Rocheuses. Traduction de P. Blain, A. Cyr, N. David et M. Gosselin.  France Amérique, Montréal. (traduction) Roger Tory Peterson
- Cyr, A.  1977.  Beziehungen zwischen Strukturdiversität und Vogelpopulationen in der Umgebung des Verdichtungsraumes von Saarbrücken. Dissertation zur Ph.D., Universität des Saarlandes, Saarbrücken.

### Articles scientifiques
- Dunn, E.H., J. Larivée et A. Cyr.  2001.  Site specific observation in the breeding season improves the ability of checklist data to track population trends. J. Field Ornithol. 72: 547-555.
- Droege, S., A. Cyr et J. Larivée.  1998.  Checklists: an under-used tool for the inventory and monitoring of plants and animals. Conserv. Biol. 12: 1-6.
- Dunn, E.H., J. Larivée et A. Cyr.  1996.  Can checklist programs be used to monitor populations of birds recorded during the migration season? Wilson Bull. 108: 540-549.
- Brunet, R., N. Caza, et A. Cyr. 1996. Food intake and circadian rhythms of activity of red-winged blackbirds (Agelaius phoeniceus). A time-course study of the effects of alpha-chloralose and secobarbital. Biological Rhythms Research 27(2) : 227-240.
- Brunet, R. et A. Cyr. 1992. The impact of dimethoate on rhythms of three granivorous bird species. Agriculture, Ecosystems Environ. 41: 327-336.
- Lacombe, D., A. Cyr et P. Matton. 1991. Pituitary LH content and Plasma LH levels following daily GnRH analogue treatment in male Red-winged Blackbirds (Agelaius phoeniceus ). Comp. Biochem. Physiol. 102A(1): 123-126.
- Lacombe, D., A. Cyr et P. Matton. 1991. Plasma LH and androgen levels in the Red-winged Blackbirds (Agelaius phoeniceus ) treated with a potent GnRH analogue. Comp. Biochem. Physiol.99A: 603-607.
- Lacombe, D., A. Cyr et P. Matton. 1990. Spermatogenesis in photostimulated Red-winged Blackbirds (Agelaius phoeniceus ) chronically treated with a potent GnRH analogue. J. Can. Zool. 68: 2518-2523.
- Brunet, R. et A. Cyr. 1990. Effet du stress de la manipulation sur le comportement du Carouge à épaulettes (Agelaius phoeniceus ). J. Can. Zool. 68: 1168-1173.
- Gauthier, S. et A. Cyr. 1990. Facilitation sociale sous un cycle de lumière-obscurité et sous des conditions constantes de luminosité chez le Carouge à épaulettes (Agelaius phoeniceus ). J. Can. Zool. 68: 451-456.
- Lacombe, D., P. Matton et A. Cyr. 1990. The effect of intermittent GnRH analogue treatments on hormonal levels and spermatogenesis in photostimulated Red-winged Blackbirds (Agelaius phoeniceus ). J. Exp. Zool. 253: 303-310.
- Robidoux, Y et A. Cyr.  1989. Sélection granulométrique pour la construction du nid chez l'Hirondelle à front blanc (Hirundo pyrrhonota). Can. Field-Nat. 103(4): 577-583.
- Brunet, R., S. Gauthier, and A. Cyr. 1989. Does visual structural environment influences the periodicity of circadian activity rhythms in Red-winged Blackbirds (Agelaius phoeniceus ). J. Interdiscipl. Cycle Res. 20: 249-256.
- Cyr, A. et D. Lacombe.  1988.  La stérilisation est-elle une avenue fertile en vue du contrôle des populations d'oiseaux nuisibles? Proc. XIX Congressus Internationalis Ornithologicus 19: 484-492.
- Beauchamp, G., A. Cyr et C. Houle. 1987. Choice behaviour of Red-winged Blackbirds (Agelaius phoeniceus ) searching for food: the role of certain variables in stay and shift strategies. Behav. Processes 15: 259-268.
- Cyr, A.  l98l.  Limitation and variability in hearing ability in censusing birds.  Studies Avian Biol., Cooper Ornithol. Soc. 6: 327-333.
- Cyr, A. et J. Cyr.  1979.  Welche Merkmale der Vegetation können einen Einfluß auf Vogelgemeinschaften  haben? Vogelwelt 100: 165-181.
- Cyr, A.  1977.  Überwinterung einer Mönschgrasmücke bei Saarbrücken. Ornithol Beobachterrings Saar 19: 27.
- McNeil, R. et A. Cyr.  1971.  European Blackbird (Turdus merula) in Quebec. Auk 88: 919-920.

### Communications scientifiques
- Cyr, A. et J. Larivée.  2004. Use of volunteer checklist programs to monitor boreal forest birds. Invités au symposium sur Monitoring birds of the Boreal Forest. American Ornithologists’ Union et  Congrès de la Société des ornithologues du Canada. Université Laval, Québec, 16-22 août.
- Cyr, A.  1994.  Extensive monitoring with bird lists. In: Nadav Nur and Jean Clobert, Monitoring avian populations : methodologies and objectives. Round table . XXI Congressus Internationalis Ornithologicus, 21-27 août 1994, Vienne, Autriche.
- Larivée, J. et A Cyr..  1993.  Effects of sample size on trends derived from field checklists in birds migrating through Québec. Workshop : Developing a North American Bird Migration Monitoring Program for Landbird Species Nesting in Northern Canada and Alaska. Canadian Wildlife Service and US FWS, Simco, Ontario, 14-16 septembre.
- Cyr, A. et J. Larivée.  1992.  Trends in bird populations in Québec comparing 20 years of data from  ÉPOQ (Studies of Bird Populations in Québec) and BBS (Breeding Bird Survey). 110th Meeting American Ornithologists Union, 24-28 juin, Aimes, Iowa.
- Cyr, A.  1987.  Aim Oriented backyard landscaping: first step toward improved enrivonment. First Meeting of the Canadian Society for Landscape Ecology and Management. 19-22 mai, Guelph, Ontario.
- Cyr, A. et J. Larivée.  l979.  Significance of data collected on birds of Quebec, Canada, by non-standardized methods. VI Int. Conf. Bird Census Work, 24-28 sept., Universität Göttingen, Allemagne  fédérale.
- Cyr, A.  1976.  A method of describing habitat structure and its use in bird population studies. V Int. Conf. Bird Census Work and Altas Studies. 15-21 oct., Szymbark N. Gorlice, Pologne.

### Publications de photographies
- Cyr, A. 1995.  21 photographies d’oiseaux et de nidification. In: J. Gauthier et Y Aubry, Les oiseaux nicheurs du Québec. Association Québécoise des Groupes d’Ornithologues et Société Québécoise de Protection des Oiseaux, Montréal.
- Cyr, A.  1993. Hibou moyen-duc, page couverture. In: D. Lepage. L’observation des oiseaux en Estrie : les meilleurs sites, les périodes favorables. Société de Loisir Ornithologique de l’Estrie, Sherbrooke, 290 p.
- Cyr, A. 1990.  Green-backed heron swording prey. Behavioral Ecology 1(1): Front cover and Scientific publicity. D. Kramer, éd., Oxford, England.
- Cyr, A. 1989. 5 photographies. In: W. Williams, Birds of the Northeast. World Wide Printing, Tampa.
- Cyr, A.  1978.  Gryllteiste (Cepphus grylle) (Photographie couverture intérieure) Orn. Mitt. 30 (10): 2.